# Семёнов, Иван Тимофеевич
Иван Тимофеев сын Семёнов (Иван Тимофеевич Семёнов; прозвище — Кол; ок. 1555 — март 1631) — русский дьяк, государственный деятель, писатель, религиозно-философский мыслитель.
Иван Тимофеев был крупным политическим и государственным деятелем конца XVI — начала XVII веков. В 1598—1599 годах занимал 17-е место среди приказных дьяков. Принимал активное участие во всех политических событиях этого времени.
Уже среди современников Иван Тимофеев почитался как «книгочтец и временных книг писец». Считается автором сочинения под названием «Временник по седмой тысящи от сотворения света во осмой в первые лета» — один из крупнейших литературно-философских памятников начала XVII века, в котором содержатся интересные оценочные суждения автора, позволяющие судить о представлениях о целевых и смысловых установках существования России.

## Биография
«Историк В. И. Корецкий установил, что Тимофеев — это отчество дьяка, а настоящая его фамилия Семёнов, но в литературе, так сложилось, его называют Тимофеевым».
По В. И. Корецкому происходил из среды подмосковных служилых людей. В источниках упоминается с 1584/85 года, когда приобрёл вотчину в Верейском уезде.
В 1598 году Иван Тимофеев в качестве дьяка одного из московских приказов подписал грамоту об избрании на царство Бориса Годунова. В 1604—1605 годах он состоял дьяком Приказа Большого прихода. В 1605 году участвовал в походе против Лжедмитрия I, а после его воцарения производил в Туле верстанье епифанских новиков.
В царствование Василия Шуйского, во время подступа Ивана Болотникова к Москве, Тимофеев находился там в осаде. Затем он участвовал в походе против Болотникова к Калуге и Туле. В 1607 году Иван Тимофеев получил назначение в качестве дьяка в Новгород. В конце 1608 года там произошло восстание, в результате которого был убит воевода Михаил Татищев. По поручению Михаила Скопина-Шуйского Иван Тимофеев участвовал в описи и оценке имущества Татищева. К началу 1610 года Иван Тимофеев отбыл срок своей службы в Новгороде, но не смог сразу выехать в Москву, а в июле 1611 года Новгород был захвачен шведскими войсками. В Новгороде Иван Тимофеев оставался до конца шведской интервенции.
В 1618—1620 годах он был дьяком в Астрахани, в 1622—1626 годах — в Ярославле, в 1626—1628 годах — в Нижнем Новгороде. Умер в начале марта 1631 года.